# Le Vernet-Sainte-Marguerite
Pour les articles homonymes, voir Le Vernet.
Le Vernet-Sainte-Marguerite est une commune française située dans le département du Puy-de-Dôme, en région Auvergne-Rhône-Alpes.

## Géographie

### Localisation
Quatre communes sont limitrophes du Vernet-Sainte-Marguerite :
| Saulzet-le-Froid |                          | Aydat          |
|                  | Vernet-Sainte-Marguerite |                |
|                  | Murol                    | Saint-Nectaire |

### Transports
Le territoire communal est traversé par les routes départementales 5 (liaison de Clermont-Ferrand et Aydat à Murol), 5h (desservant le lieu-dit Mareuge), 74 (Ludières), 145 (Monne et le chef-lieu) et 640 (Saignes).

### Climat
Pour des articles plus généraux, voir Climat d'Auvergne-Rhône-Alpes et Climat du Puy-de-Dôme.
En 2010, le climat de la commune est de type climat de montagne, selon une étude du Centre national de la recherche scientifique s'appuyant sur une série de données couvrant la période 1971-2000. En 2020, Météo-France publie une typologie des climats de la France métropolitaine dans laquelle la commune est exposée à un climat de montagne ou de marges de montagne et est dans une zone de transition entre les régions climatiques « Ouest et nord-ouest du Massif Central » et « Nord-est du Massif Central ».
Pour la période 1971-2000, la température annuelle moyenne est de 7,9 °C, avec une amplitude thermique annuelle de 15,3 °C. Le cumul annuel moyen de précipitations est de 1 195 mm, avec 11,4 jours de précipitations en janvier et 8,9 jours en juillet. Pour la période 1991-2020, la température moyenne annuelle observée sur la station météorologique de Météo-France la plus proche, « Vernines », sur la commune de Vernines à 9 km à vol d'oiseau, est de 8,6 °C et le cumul annuel moyen de précipitations est de 918,5 mm,. Pour l'avenir, les paramètres climatiques de la commune estimés pour 2050 selon différents scénarios d'émission de gaz à effet de serre sont consultables sur un site dédié publié par Météo-France en novembre 2022.

## Urbanisme

### Typologie
Au 1er janvier 2024, Le Vernet-Sainte-Marguerite est catégorisée commune rurale à habitat très dispersé, selon la nouvelle grille communale de densité à sept niveaux définie par l'Insee en 2022.
Elle est située hors unité urbaine. Par ailleurs la commune fait partie de l'aire d'attraction de Clermont-Ferrand, dont elle est une commune de la couronne,. Cette aire, qui regroupe 209 communes, est catégorisée dans les aires de 200 000 à moins de 700 000 habitants,.

### Occupation des sols
L'occupation des sols de la commune, telle qu'elle ressort de la base de données européenne d’occupation biophysique des sols Corine Land Cover (CLC), est marquée par l'importance des territoires agricoles (75,8 % en 2018), en diminution par rapport à 1990 (79,9 %). La répartition détaillée en 2018 est la suivante : prairies (64,7 %), forêts (12,1 %), zones agricoles hétérogènes (11,1 %), milieux à végétation arbustive et/ou herbacée (11 %), zones urbanisées (1 %). L'évolution de l’occupation des sols de la commune et de ses infrastructures peut être observée sur les différentes représentations cartographiques du territoire : la carte de Cassini (XVIIIe siècle), la carte d'état-major (1820-1866) et les cartes ou photos aériennes de l'IGN pour la période actuelle (1950 à aujourd'hui).

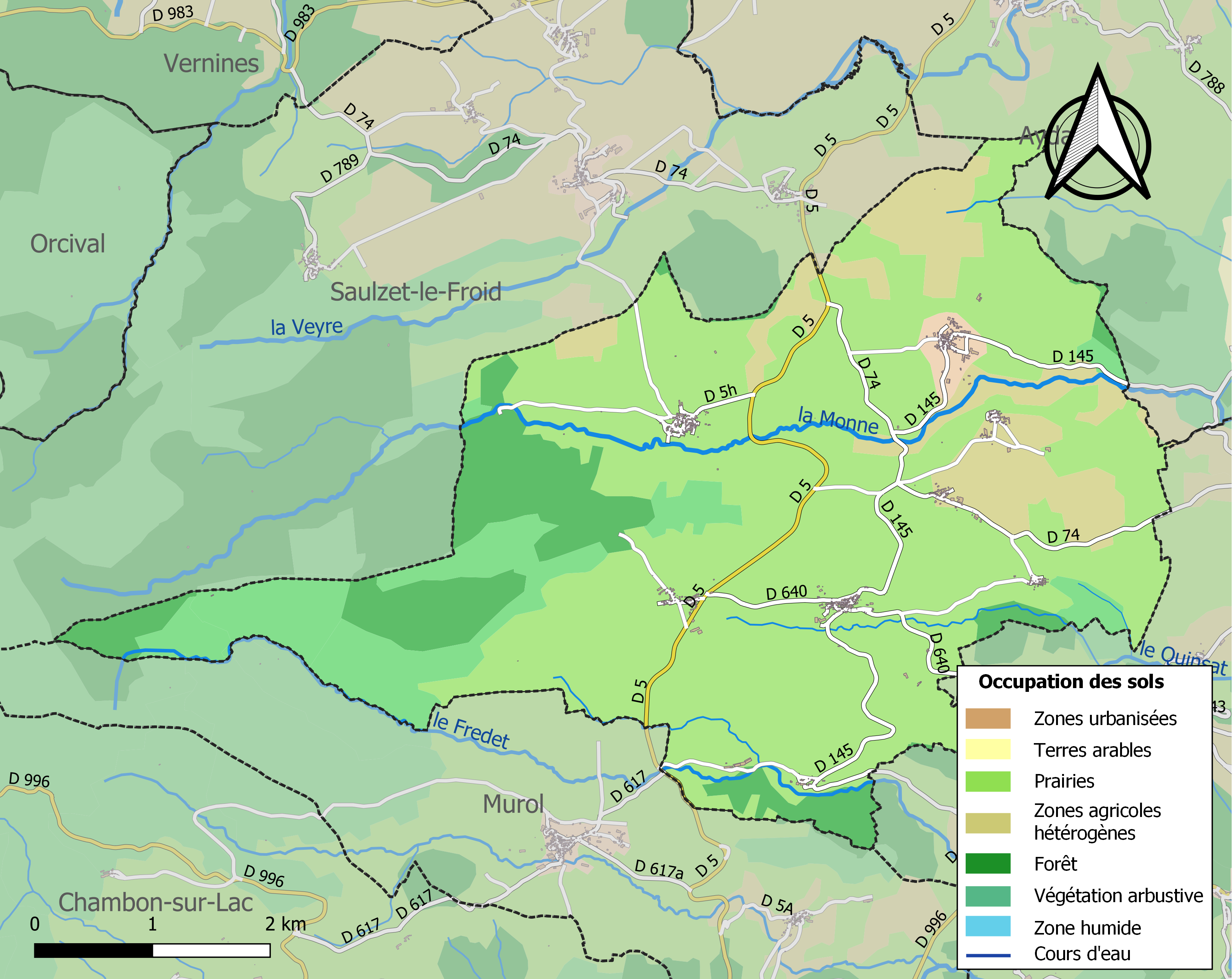
Carte des infrastructures et de l'occupation des sols de la commune en 2018 (CLC).

## Toponymie
Son nom était aussi en auvergnat Lo Varnet Santa Marguèita en graphie classique et Lou Varnê Santà Margeità en écriture auvergnate unifiée.

## Politique et administration

### Découpage territorial
La commune du Vernet-Sainte-Marguerite est membre, depuis le 1er janvier 2017, de la communauté de communes du Massif du Sancy, un établissement public de coopération intercommunale (EPCI) à fiscalité propre créé le 10 décembre 1999 dont le siège est au Mont-Dore. Ce dernier est par ailleurs membre d'autres groupements intercommunaux.
Jusqu'en 2016, elle faisait partie de la communauté de communes Les Cheires, qui a fusionné avec Allier Comté Communauté et Gergovie Val d'Allier Communauté le 1er janvier 2017. Le rattachement de cette commune à la communauté de communes du Massif du Sancy « crée une cohérence liée au ski nordique ».
Sur le plan administratif, elle est rattachée à l'arrondissement d'Issoire depuis 2017, à la circonscription administrative de l'État du Puy-de-Dôme et à la région Auvergne-Rhône-Alpes. Jusqu'en mars 2015, elle faisait partie du canton de Saint-Amant-Tallende.
Sur le plan électoral, elle dépend du canton d'Orcines pour l'élection des conseillers départementaux, depuis le redécoupage cantonal de 2014 entré en vigueur en 2015, et de la troisième circonscription du Puy-de-Dôme pour les élections législatives, depuis le dernier découpage électoral de 2010.

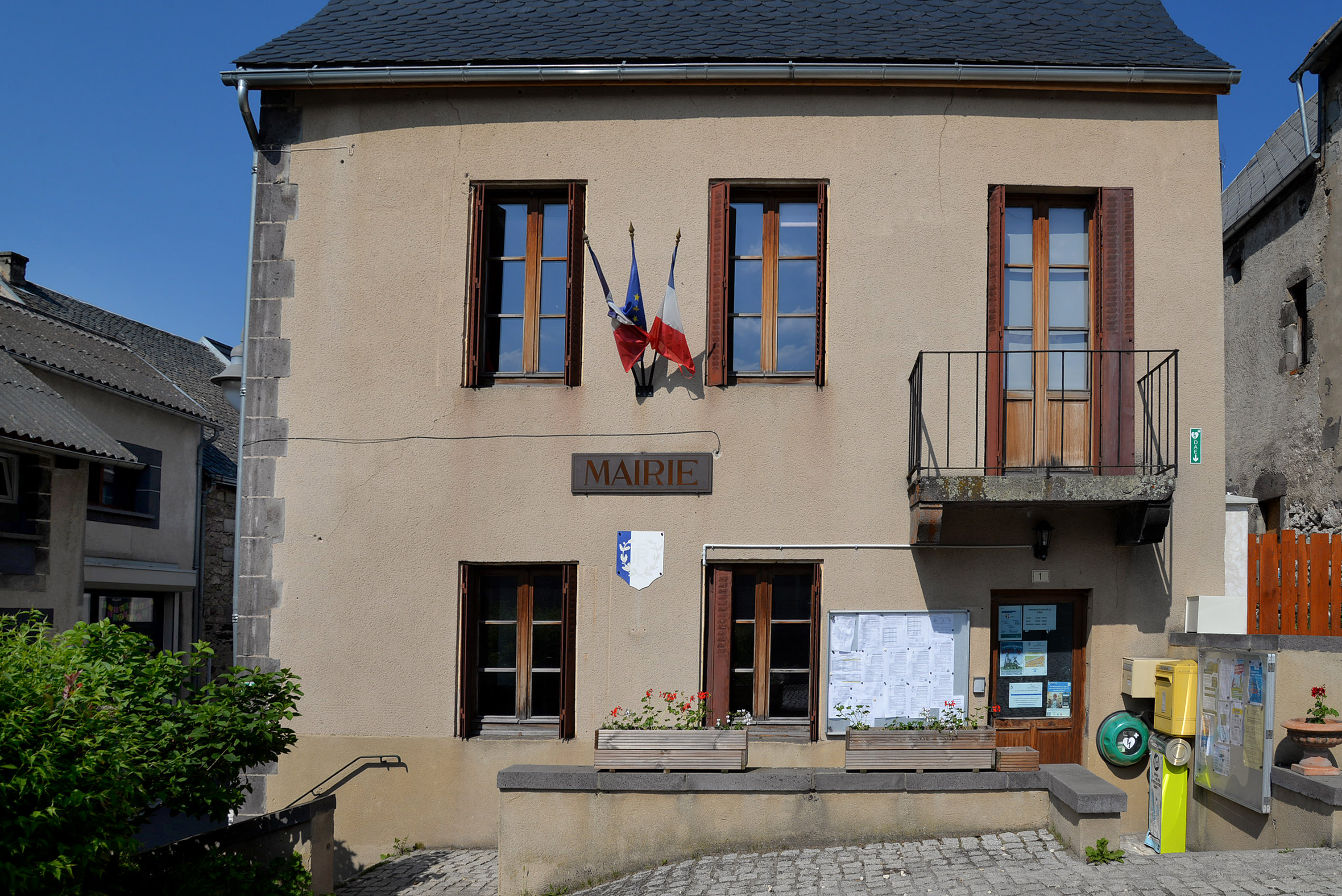
La mairie.

### Élections municipales et communautaires

#### Élections de 2020
Le conseil municipal du Vernet-Sainte-Marguerite, commune de moins de 1 000 habitants, est élu au scrutin majoritaire plurinominal à deux tours avec candidatures isolées ou groupées et possibilité de panachage. Compte tenu de la population communale, le nombre de sièges à pourvoir lors des élections municipales de 2020 est de 11. La totalité des candidats en lice est élue dès le premier tour, le 15 mars 2020, avec un taux de participation de 69,12 %.

#### Chronologie des maires
| Période                                  | Période                       | Identité                  | Étiquette | Qualité     |
| ---------------------------------------- | ----------------------------- | ------------------------- | --------- | ----------- |
| Les données manquantes sont à compléter. |                               |                           |           |             |
| 2008                                     | 2012                          | Patrick Maugue            |           |             |
| 2012                                     | En cours (au 14 juillet 2021) | Laurent (Raymond) Dabert, |           | Agriculteur |

## Population et société

### Démographie
L'évolution du nombre d'habitants est connue à travers les recensements de la population effectués dans la commune depuis 1793. Pour les communes de moins de 10 000 habitants, une enquête de recensement portant sur toute la population est réalisée tous les cinq ans, les populations de référence des années intermédiaires étant quant à elles estimées par interpolation ou extrapolation. Pour la commune, le premier recensement exhaustif entrant dans le cadre du nouveau dispositif a été réalisé en 2006.

En 2022, la commune comptait 329 habitants, en évolution de +11,53 % par rapport à 2016 (Puy-de-Dôme : +2,1 %, France hors Mayotte : +2,11 %).
| 1793 | 1800 | 1806 | 1821  | 1831  | 1836  | 1841  | 1846  | 1851  |
| ---- | ---- | ---- | ----- | ----- | ----- | ----- | ----- | ----- |
| 980  | 793  | 947  | 1 104 | 1 053 | 1 126 | 1 050 | 1 035 | 1 012 |

| 1856 | 1861 | 1866 | 1872 | 1876 | 1881 | 1886 | 1891 | 1896 |
| ---- | ---- | ---- | ---- | ---- | ---- | ---- | ---- | ---- |
| 929  | 918  | 937  | 957  | 934  | 953  | 946  | 909  | 881  |

| 1901 | 1906 | 1911 | 1921 | 1926 | 1931 | 1936 | 1946 | 1954 |
| ---- | ---- | ---- | ---- | ---- | ---- | ---- | ---- | ---- |
| 865  | 791  | 741  | 645  | 666  | 672  | 670  | 586  | 523  |

| 1962 | 1968 | 1975 | 1982 | 1990 | 1999 | 2006 | 2011 | 2016 |
| ---- | ---- | ---- | ---- | ---- | ---- | ---- | ---- | ---- |
| 415  | 380  | 327  | 290  | 271  | 266  | 251  | 289  | 295  |

| 2021 | 2022 | - | - | - | - | - | - | - |
| ---- | ---- | - | - | - | - | - | - | - |
| 320  | 329  | - | - | - | - | - | - | - |

## Culture locale et patrimoine

### Lieux et monuments
- Fontaine de Sainte-Marguerite, surmontée d'un oratoire.
- Église Sainte-Marguerite. (Essentiellement du XIVe siècle. Peintures murales du XXe siècle.)

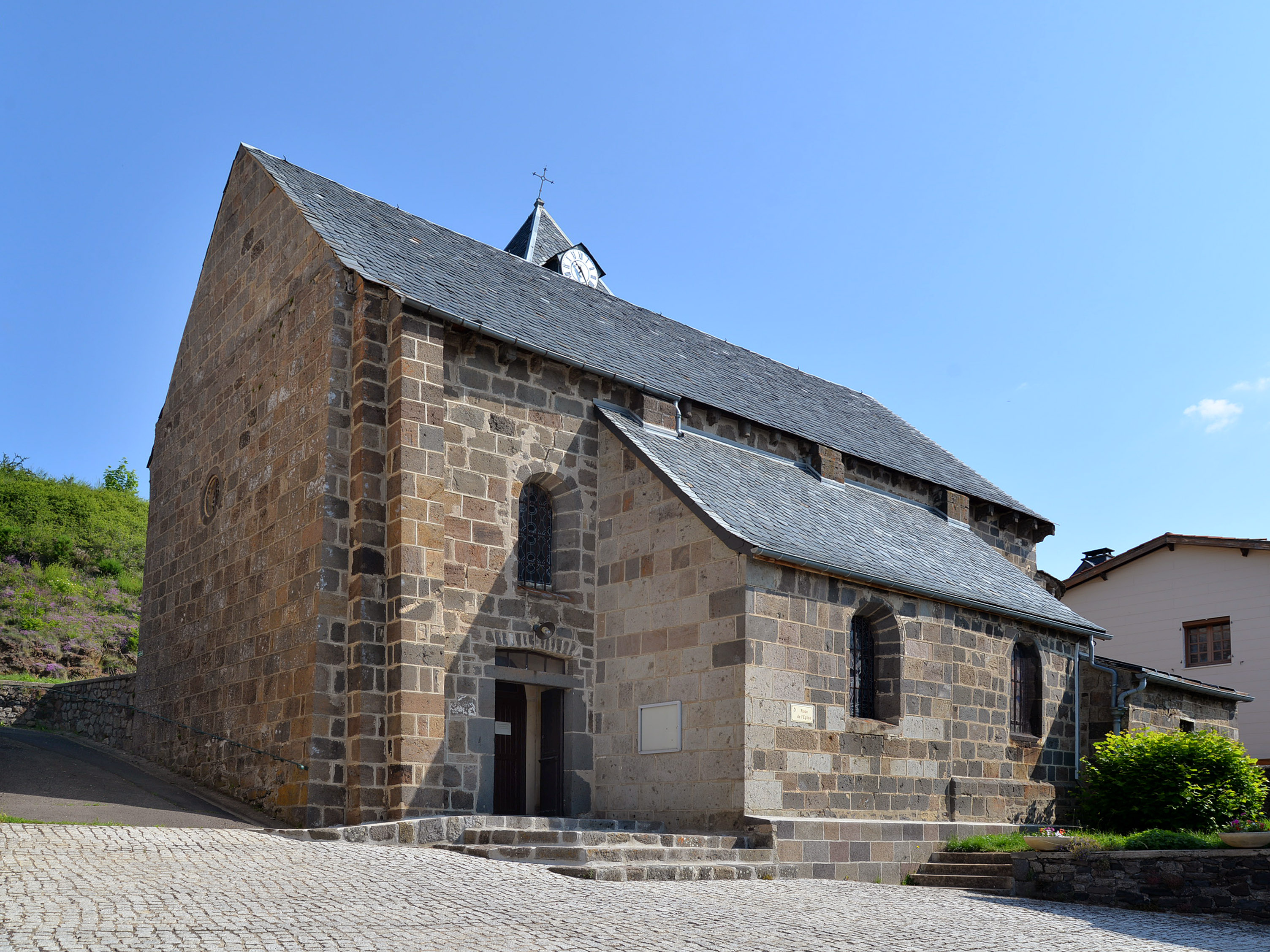
L'église Sainte-Marguerite.
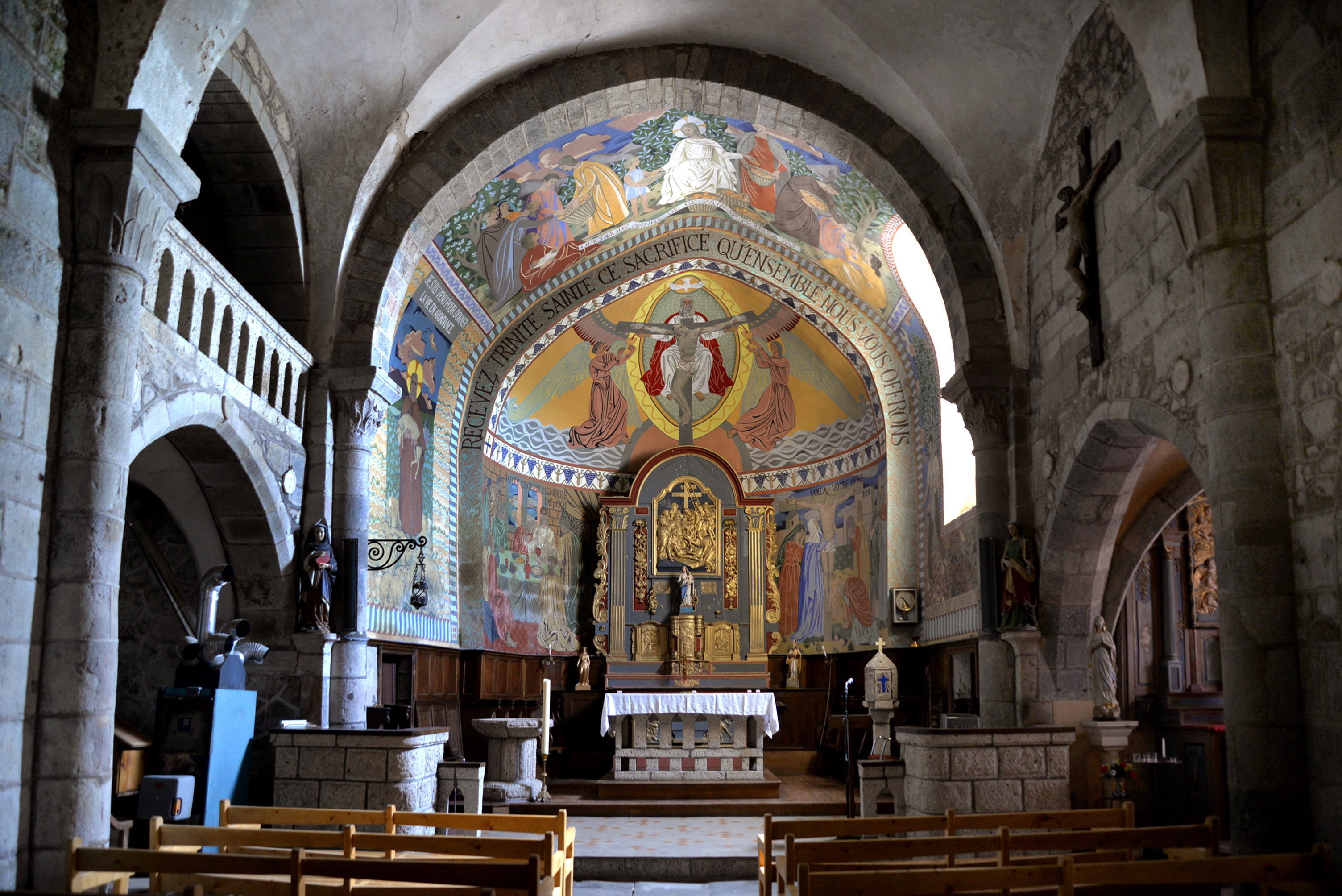
La nef de l'église Sainte-Marguerite.
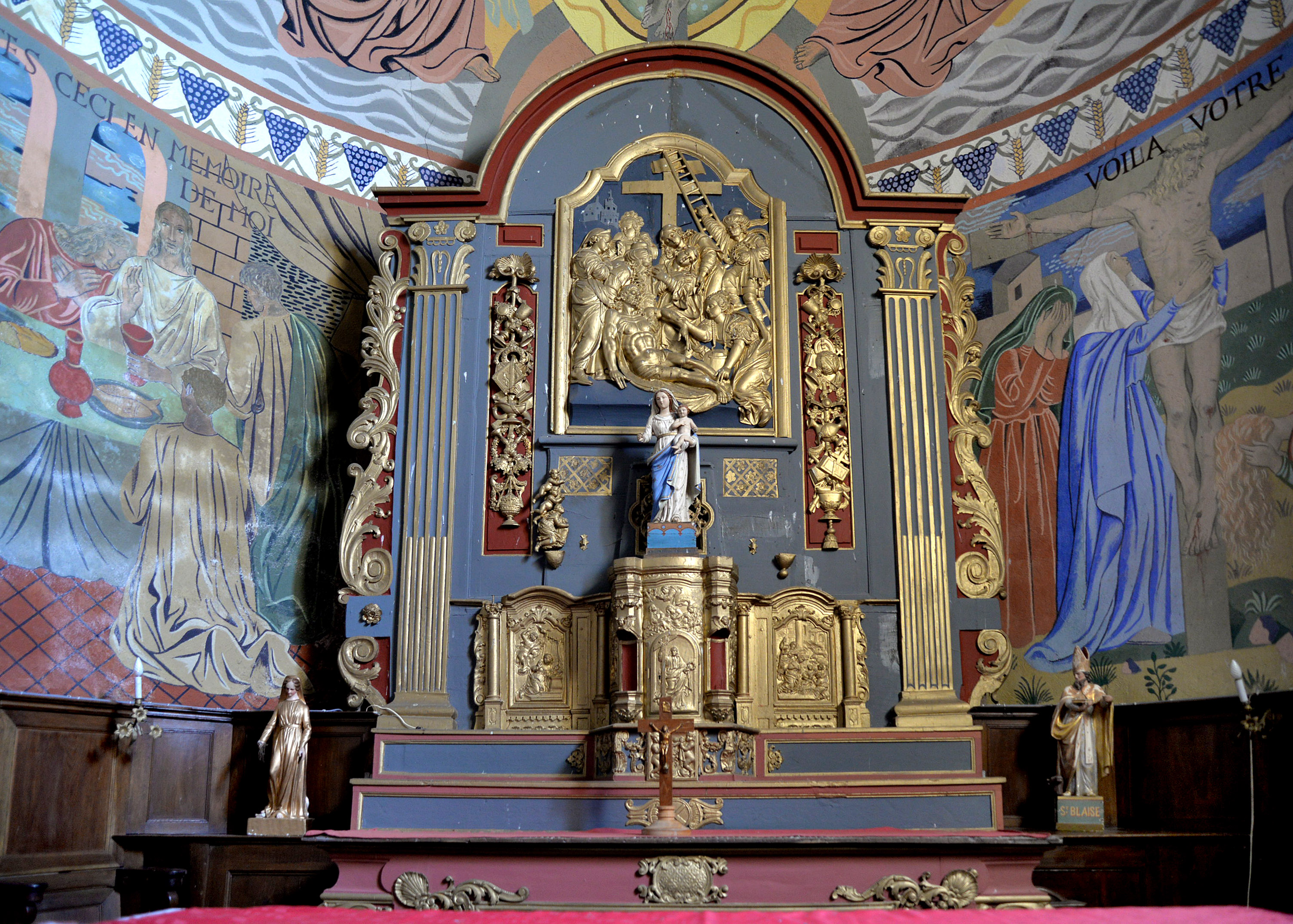
Le maître-retable de l'église Sainte-Marguerite.
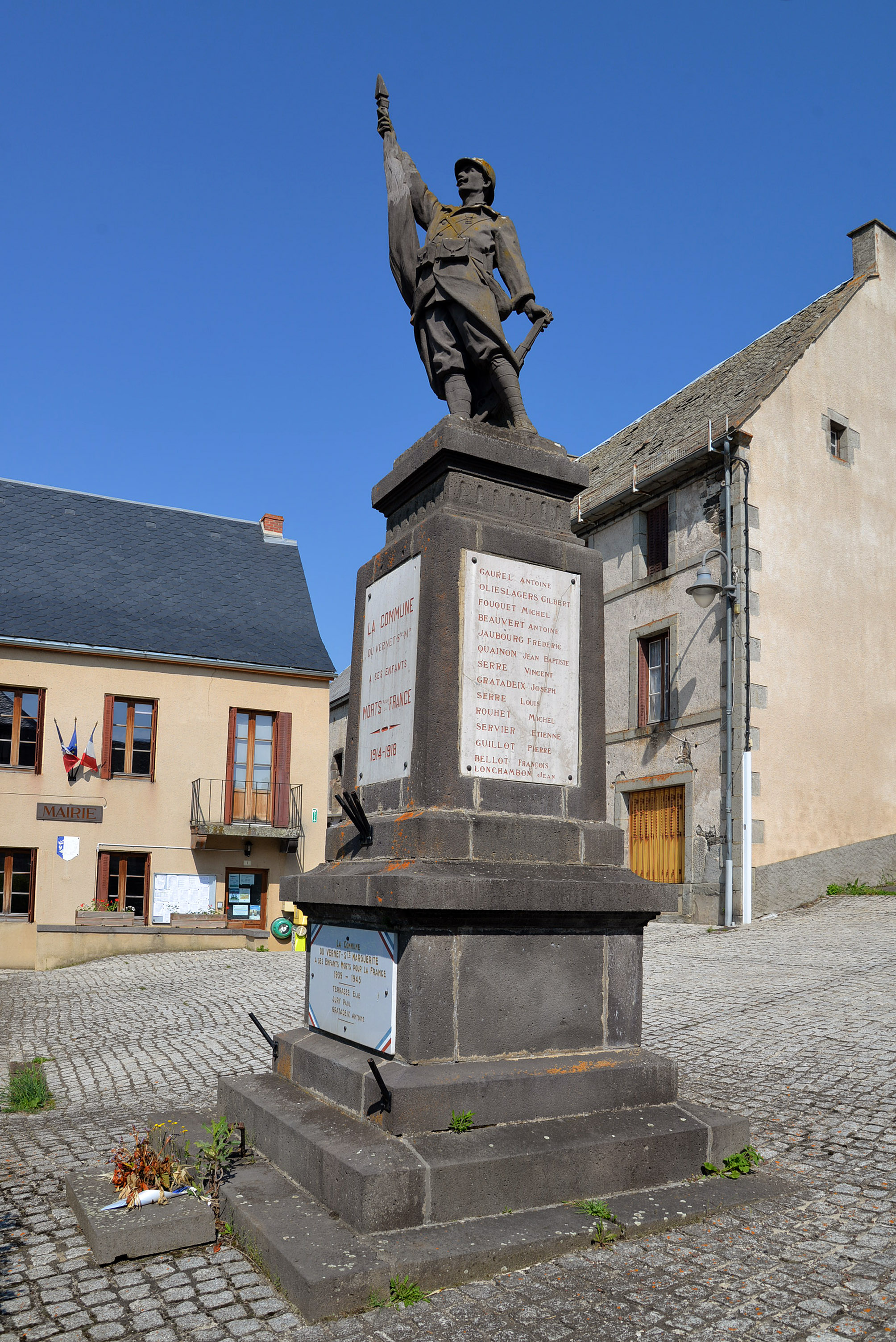
Le monument aux morts.
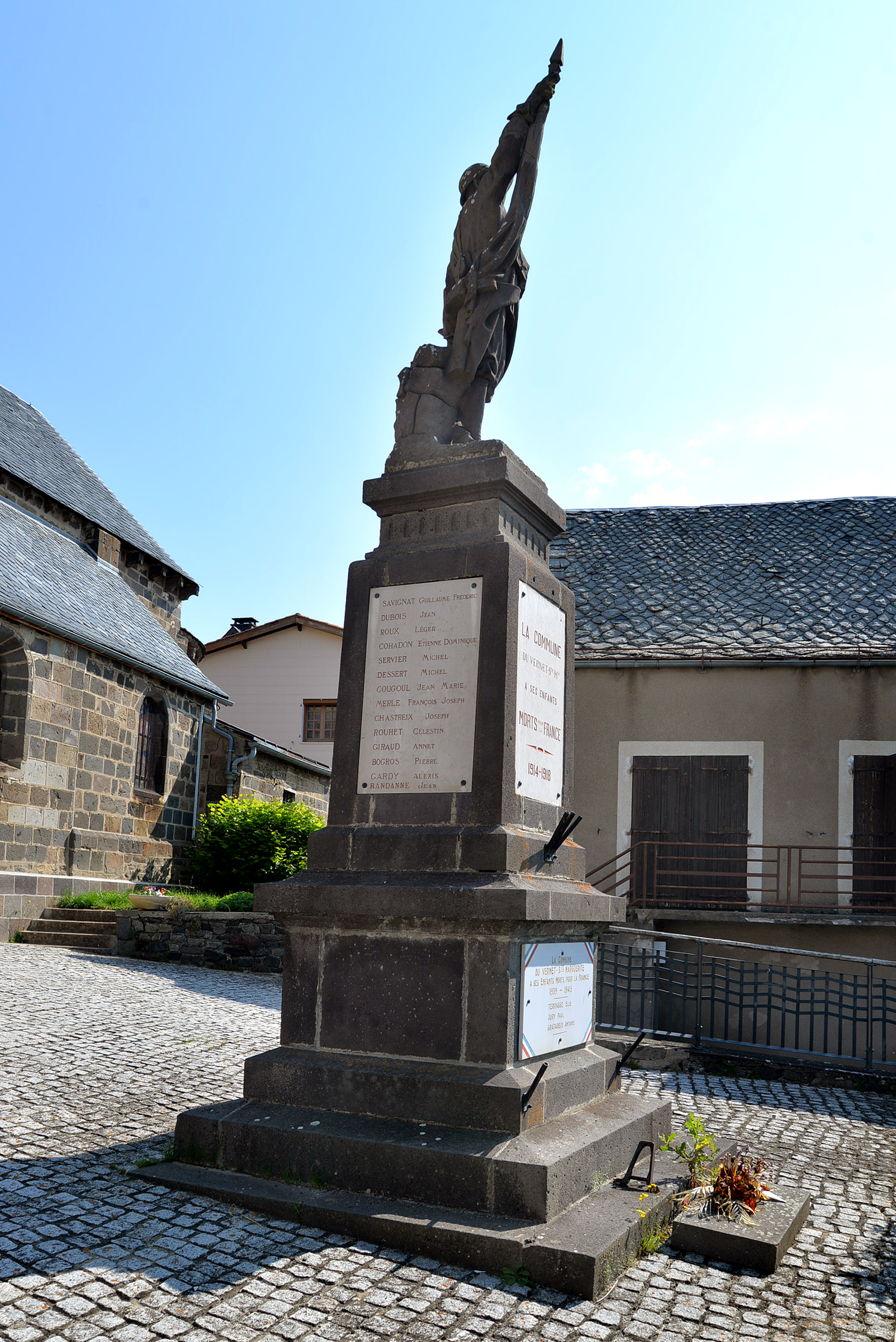
Le monument aux morts.

### Cinéma
- En 1955, Gilles Grangier tourna sur la commune plusieurs scènes du film Gas-oil, avec Jean Gabin et Jeanne Moreau. Les tournages eurent lieu sur la RD 5, vers le hameau de Mareuge.